# Rebecca (musical)
Rebecca to niemieckojęzyczny musical oparty na książce o tym samym tytule, autorstwa Daphne du Maurier. Został napisany przez Michaela Kunze (libretto) i Sylvestra Levay (muzyka), autorów takich musicali, jak Elisabeth, Mozart! i Maria Antonina. Premiera miała miejsce 28 września 2006 w Raimund Theater w Wiedniu, Austria. Przekładu libretta na język angielski, z myślą o przyszłej inscenizacji na West Endzie, zajął się Christopher Hampton.

## Fabuła
Młoda dziewczyna, pracująca dla Iris van Hopper, bogatej Amerykanki, jako dama do towarzystwa, przebywając w Monte Carlo poznaje brytyjskiego arystokratę Maxima de Winter. Nawiązują coś w rodzaju przyjaźni, a gdy pani van Hopper postanawia wrócić do Ameryki, zabierając swą towarzyszkę, de Winter dość nieoczekiwanie oświadcza się dziewczynie. Zostaje przyjęty i po krótkiej podróży poślubnej oboje udają się do kornwalijskiej posiadłości Maxima – Manderley. Nieśmiała dziewczyna, nie przyzwyczajona do arystokratycznego stylu życia jest z początku przytłoczona swoją nową rolą pani tak ogromnego domu. Sytuacji nie poprawia nieustannie obecne wspomnienie pięknej i doskonałej pod każdym względem Rebeki, pierwszej żony Maxima, która utonęła w morzu. Gospodyni, pani Danvers, pozostaje wierna Rebece nawet po jej śmierci, darząc drugą panią de Winter serdeczną nienawiścią. Jednocześnie mroczne tajemnice z przeszłości, ściśle związane z pierwszą żoną, dręczą Maxima, odbierając mu szczęście i stając się ogniową próbą dla jego małżeństwa.

## Obsada
- Maxim de Winter – Uwe Kröger
- Ich – Wietske van Tongeren

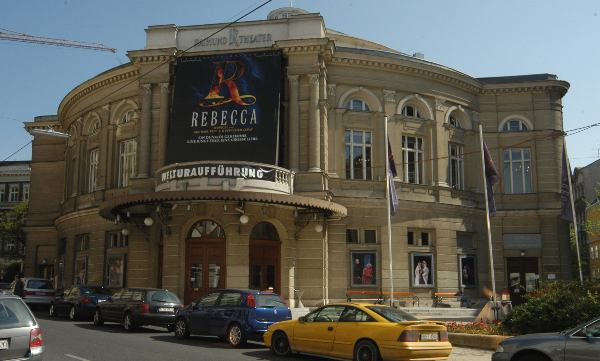
Musical Rebecca w Raimund Theater w Wiedniu

- Mrs Danvers – Susan Rigvava - Dumas
- Mrs van Hopper – Carin Filipcic
- Beatrice – Kerstin Ibald
- Jack Favell – Carsten Lepper
- Frank Crawley – André Bauer
- Ben – Norberto Bertassi
- Oberst Julian – Thomas Bayer